# Grünau im Almtal
Grünau im Almtal è un comune austriaco di 2 105 abitanti nel distretto di Gmunden, in Alta Austria.